# Consorti dei sovrani di Leiningen

## Contessa di Leiningen

### Leiningen-Hardenburg
| Immagine | Nome                                                                | Padre                                                                                   | Nascita         | Matrimonio       | Diventò consorte | Cessò di essere consorte             | Morte            | Consorte                 |
| -------- | ------------------------------------------------------------------- | --------------------------------------------------------------------------------------- | --------------- | ---------------- | ---------------- | ------------------------------------ | ---------------- | ------------------------ |
|          |                                                                     |                                                                                         |                 |                  |                  |                                      |                  |                          |
|          | contessa palatina Maria Elisabetta di Zweibrücken                   | Volfango, conte palatino di Zweibrücken (Wittelsbach)                                   | 4 ottobre 1561  | 17 novembre 1585 | 17 novembre 1585 | 4 dicembre 1607                      | 10 marzo 1629    | Emico XII                |
|          | Contessa Maria Elisabetta di Leiningen-Dagsburg                     | Emico X, conte di Leiningen-Dagsburg (Leiningen)                                        | 16 maggio 1586  | 19 gennaio 1620  | 19 gennaio 1620  | 5 novembre 1623                      | 5 novembre 1623  | Giovanni Filippo II      |
|          | contessa vilgravia e renegravia Anna Giuliana di Salm-Kyrburg       | Ottone, conte I di Salm-Kyrburg (Casato di Salm)                                        | 1584            | 23 febbraio 1626 | 23 febbraio 1626 | 12 novembre 1640                     | 12 novembre 1640 | Giovanni Filippo II      |
|          | contessa Anna Elisabetta di Oettingen-Oettingen                     | Luigi Eberardo, conte di Oettingen-Oettingen (Oettingen-Oettingen)                      | 3 novembre 1603 | 11 giugno 1642   | 11 giugno 1642   | 25 maggio 1643                       | 3 giugno 1673    | Giovanni Filippo II      |
|          | contessa Sibilla di Waldeck                                         | Cristiano di Waldeck-Wildungen (Waldeck)                                                | 25 maggio 1619  | 10 gennaio 1644  | 10 gennaio 1644  | 24 luglio 1678                       | 24 luglio 1678   | Federico Emico           |
|          | margravia Caterina di Baden-Durlach                                 | Federico VII, margravio di Baden-Durlach (Zähringen)                                    | 10 ottobre 1677 | 19 giugno 1701   | 19 giugno 1701   | 9 febbraio 1722                      | 11 agosto 1746   | Giovanni Federico        |
|          | contessa Anna Cristina Eleonora di Wurmbrand-Stuppach               | Giovanni Giuseppe Guglielmo, conte di Wumrbrand-Stuppach (Wurmbrand-Stuppach)           | 3 marzo 1698    | 23 novembre 1723 | 23 novembre 1723 | 28 ottobre 1756                      | 4 gennaio 1763   | Federico Magno           |
|          | contessa Cristiana Guglielmina Luisa di Solms-Rödelheim e Assenheim | Guglielmo Carlo Luigi, Conte di Solms-Rödelheim e Assenheim (Solms-Rödelheim-Assenheim) | 24 aprile 1736  | 24 giugno 1749   | 28 ottobre 1756  | 3 luglio 1779 marito creato Principe | 6 gennaio 1803   | Carlo Federico Guglielmo |

### Leiningen-Dagsburg (seconda linea)
| Immagine | Nome                                             | Padre                                                             | Nascita          | Matrimonio       | Diventò consorte | Cessò di essere consorte | Morte           | Consorte                 |
| -------- | ------------------------------------------------ | ----------------------------------------------------------------- | ---------------- | ---------------- | ---------------- | ------------------------ | --------------- | ------------------------ |
|          | Ursula di Fleckenstein                           | Giorgio I, barone di Fleckenstein-Dagstuhl (Fleckenstein-Dagstuhl | 1553             | 18 febbraio 1577 | 18 febbraio 1577 | 13 marzo 1593            | 14 ottobre 1595 | Emico X                  |
|          |                                                  |                                                                   |                  |                  |                  |                          |                 |                          |
|          |                                                  |                                                                   |                  |                  |                  |                          |                 |                          |
|          | Contessa Anna Elisabetta di Daun-Falkenstein     | Guglielmo Virico di Daun-Falkenstein (Daun-Falkenstein            | 1º gennaio 1636  | 26 marzo 1658    | 26 marzo 1658    | 18 luglio 1672           | 4 giugno 1685   | Giorgio Guglielmo        |
|          | Contessa Giovanna Maddalena di Hanau-Lichtenberg | Giovanni Reinardo II di Hanau-Lichtenberg (Hanau-Lichtenberg)     | 18 dicembre 1660 | 13 dicembre 1685 | 13 dicembre 1685 | 13 novembre 1698         | 21 agosto 1715  | Giovanni Carlo Augusto   |
|          | Contessa Caterina Polissena di Solms-Rödelheim   | Giorgio Luigi, conte di Solms-Rödelheim (Solms-Rödelheim)         | 30 gennaio 1702  | 27 novembre 1726 | 27 novembre 1726 | 29 marzo 1765            | 29 marzo 1765   | Cristiano Carlo Reinardo |

## Principessa di Leiningen
| Immagine | Nome                                                       | Padre                                                                                   | Nascita          | Matrimonio        | Diventò consorte                     | Cessò di essere consorte          | Morte            | Consorte                 |
| -------- | ---------------------------------------------------------- | --------------------------------------------------------------------------------------- | ---------------- | ----------------- | ------------------------------------ | --------------------------------- | ---------------- | ------------------------ |
|          | Cristiana Guglielmina Luisa di Solms-Rödelheim e Assenheim | Guglielmo Carlo Luigi, Conte di Solms-Rödelheim e Assenheim (Solms-Rödelheim-Assenheim) | 24 aprile 1736   | 24 giugno 1749    | 3 luglio 1779 marito creato Principe | 6 gennaio 1803                    | 6 gennaio 1803   | Carlo Federico Guglielmo |
|          | Enrichetta di Reuss-Ebersdorf                              | Enrico XXIV, Conte di Reuss-Ebersdorf (Reuss-Ebersdorf)                                 | 9 maggio 1767    | 4 luglio 1787     | 9 gennaio 1807 ascesa del marito     | 3 settembre 1801                  | 3 settembre 1801 | Emich Carl               |
|          | Vittoria di Sassonia-Coburgo-Saalfeld                      | Francesco, Duca di Sassonia-Coburgo-Saalfeld (Sassonia-Coburgo-Saalfeld)                | 17 agosto 1786   | 21 dicembre 1803  | 21 dicembre 1803                     | 4 luglio 1814 morte del marito    | 16 marzo 1861    | Emich Carl               |
|          | Maria von Klebelsberg                                      | Maximilian, Conte von Klebelsberg                                                       | 27 marzo 1806    | 13 febbraio 1829  | 13 febbraio 1829                     | 13 novembre 1856 morte del marito | 28 ottobre 1880  | Carlo Federico           |
|          | Maria di Baden                                             | Leopoldo, Granduca di Baden (Baden)                                                     | 20 novembre 1834 | 11 settembre 1858 | 11 settembre 1858                    | 21 novembre 1899                  | 21 novembre 1899 | Ernesto Leopoldo         |
|          | Feodora di Hohenlohe-Langenburg                            | Ermanno, Principe di Hohenlohe-Langenburg (Hohenlohe-Langenburg)                        | 23 luglio 1866   | 12 luglio 1894    | 5 aprile 1904 ascesa del marito      | 1º novembre 1932                  | 1º novembre 1932 | Emich Eduard             |
|          | Maria Kirillovna di Russia                                 | Kirill Vladimirovič, Granduca di Russia (Holstein-Gottorp-Romanov)                      | 2 febbraio 1907  | 24 febbraio 1925  | 24 febbraio 1925                     | 2 agosto 1946 morte del marito    | 25 ottobre 1951  | Federico Carlo           |
|          | Eilika di Oldenburg                                        | Nikolaus, Granduca Ereditario di Oldenburg (Holstein-Gottorp)                           | 2 febbraio 1928  | 10 agosto 1950    | 10 agosto 1950                       | 9 maggio 1991 morte del marito    | in vita          | Emich Kirill             |
|          | Alexandra di Hannover                                      | Ernesto Augusto IV, Principe di Hannover (Hanover)                                      | 18 febbraio 1959 | 11 ottobre 1981   | 11 ottobre 1981                      | IN CARICA                         | in vita          | Andreas                  |